# 博倫 (喬治亞州)
博倫（英語：Bolen）是位於美國喬治亞州韋爾縣的一個非建制地區。該地的面積和人口皆未知。

## 地理
博倫的座標為31°23′24″N 82°27′51″W / 31.39000°N 82.46417°W，而該地的平均海拔高度為50米（即164英尺）。